# براخا بيلي
براخا بيلي (بالعبرية: ברכה פלאי) (1892 – 1986) ناشرة إسرائيلية.
وهي مؤسسة ومالكة دار نشر ماسادا الإسرائيلية. وهي صاحبة فكرة نشر الموسوعة العبرية، وينسب بها إنشاء معرض أسبوع الكتاب العبري السنوي.

## حياتها
ولدت باسم برونيا كوتسينيك في سترافيتسكي وهي قرية صغيرة في روسيا (تقع حاليا في أوكرانيا) من عائلة يهودية حاسيدية. وهي الابنة الأكبر من سبعة أطفال لتاجر أخشاب ثري، كان يزود الجيش الروسي بالخشب لعربات المدفعية. وكانت أمها تملك متجر القرية الرئيسي.
حصلت على تعليمها بالاستماع إلى دروس أخيها. واكتسبت معرفة واسعة باللغة اليديشية والروسية والعبرية. وفي عام 1905 وحين كانت تدرس في مدرسة ثانوية في كييف، شهدت مذبحة ضد اليهود، فانقطعت عن الدراسة. وانتظرت لمدة عامين لاستكمال دراستها الثانوية. ودرست الاقتصاد.
وفي عام 1914 ماتت أمها بمرض السل، والتقت بمعلم صهيوني شاب هو مائير بيليبوفيتسكي، وتزوجته ضد إرادة عائلتها. وبعد ولادة ابنها ألكسندر، افتتحت مدرسة ثانوية يهودية التحق بها حوالي أربعمائة تلميذ في العام الأول.
وفي يوليو 1921 غادرت بيلي وزوجها روسيا إلى فلسطين تحت الانتداب البريطاني، واستقرا في تل أبيب. وفي عام 1926 افتتحت كشكا لبيع الكتب الرخيصة في تل أبيب، وكان سببا في إقامة حدث سنوي، يعرف اليوم باسم معرض أسبوع الكتاب العبري والذي يعتبر حدثا قوميا يستمر لمدة عشرة أيام.
بدأت مشروع الموسوعة العبرية من خلال دار النشر التي تملكها مع ابنها ألكسندر بيلي في عام 1946، وبلغ عدد أجزاء الموسوعة العبرية 32 جزءا صدر آخرها عام 1996.
وماتت في عام 1986.